# Saint-Cierge-sous-le-Cheylard
Saint-Cierge-sous-le-Cheylard település Franciaországban, Ardèche megyében. Lakosainak száma 217 fő (2022. január 1.). Saint-Cierge-sous-le-Cheylard Le Cheylard, Saint-Jean-Roure, Saint-Michel-d’Aurance és Belsentes községekkel határos.

## Népesség
A település népessége az elmúlt években az alábbi módon változott:
| Lakosok száma | 186  | 156  | 167  | 207  | 195  | 199  | 203  | 209  | 211  | 217  |
|               | 1968 | 1982 | 1990 | 2006 | 2013 | 2015 | 2017 | 2019 | 2020 | 2022 |